# 1970-es cannes-i filmfesztivál
A 23. Cannes-i Nemzetközi Filmfesztivál 1970. május 2. és 16. között került megrendezésre, Miguel Ángel Asturias guatemalai író elnökletével. A versenyben 25 nagyjátékfilm és 12 rövidfilm vett részt, versenyen kívül pedig 8 alkotást vetítettek. A párhuzamos rendezvények Kritikusok Hete szekciójában 12 filmet mutattak be, míg a Rendezők Kéthete elnevezésű szekció keretében 54 nagyjátékfilm és 55 kisfilm vetítésére került sor.
A rendezvény legsikeresebb résztvevője Olaszország volt, négy versenyfilmet is indított, ebből három film négy díjat hozott el. Ez idő tájt az olasz filmművészet a szociális és társadalmi problémákat az emberi kapcsolatok problémájaként ábrázolta, sorozatban készültek olyan alkotások, mint a Vizsgálat egy minden gyanú felett álló polgár ügyében. A legnagyobb közönségsikert Robert Altman háborúellenes filmkomédiája, a MASH aratta, az alkotást a zsűri – óriási vitát követően – végül a fesztivál nagydíjával jutalmazta. A zsűri díját megosztva kapta Gaál István filmje, a Magasiskola és egy kultfilmmé vált amerikai siker, az Eper és vér. Marcello Mastroianni, aki két bemutatott filmben is játszott (a Leo the Last, valamint a Féltékenységi dráma), ez utóbbiban nyújtott alakításáért megkapta a legjobb férfi alakítás díját.
A versenyen kívül bemutatott filmek mezőnyében olyan erősségek szerepeltek, mint A lovakat lelövik, ugye? (Sydney Pollack), a Tristana (Luis Buñuel), vagy a kirobbanó közönségsikert aratott Woodstock (Michael Wadleigh). A Kritikusok Hete szekcióban bemutatkozó fiatal rendezők közül kiemelkedett a Kes című alkotásában egy kisfiú és egy sólyom barátságát feldolgozó Ken Loach.
Meg kell említeni, hogy Claude Sautet díjesélyes Az élet dolgai című filmjét végül kizárták a versenyből, mert kiderült: a fesztivál megnyitása előtt már levetítették egy moziban.
A színészek tekintetében a fesztivált – a felsoroltakon felül – a következő nevek fémjelezték: Elliott Gould, Donald Sutherland, Sally Kellerman és Robert Duvall (MASH), Gian Maria Volonté (Vizsgálat egy minden gyanú felett álló polgár ügyében), Monica Vitti (Féltékenységi dráma), Daniel Olbrychski (Tájkép csata után), Michel Piccoli és Romy Schneider (Az élet dolgai), Liza Minnelli (Tell Me That You Love Me, Junie Moon), továbbá Catherine Deneuve, Franco Nero és Fernando Rey (Tristana).
Magyar alkotást csak a nagyjátékfilmek versenyében indítottak, Gaál István Magasiskola című filmjét. Magyar vonatkozás még, hogy a Le dernier saut operatőre a Franciaországban élő Badal János volt.

## Zsűri

### Versenyprogram
- Miguel Ángel Asturias író –  Guatemala – a zsűri elnöke
- Christine Gouze-Renal, filmproducer –  Franciaország
- Félicien Marceau, író –  Belgium
- Guglielmo Biraghi, filmkritikus –  Olaszország
- Karel Reisz, filmrendező –  Egyesült Királyság
- Kirk Douglas, színész –  Amerikai Egyesült Államok
- Szergej Vlagyimirovics Obrazcov, filmrendező –  Szovjetunió
- Vojtech Jasny, filmrendező –  Csehszlovákia
- Volker Schlöndorff, filmrendező –  Németország

### Rövidfilmek
- Fred Orain, filmproducer –  Franciaország
- Jerzy Plazewski, filmkritikus –  Lengyelország
- Vincio Delleani, illusztrátor –  Olaszország

## Hivatalos válogatás

### Nagyjátékfilmek versenye
- Azyllo Muito Louco[3] – rendező: Nelson Pereira dos Santos
- Don Segundo Sombra – rendező: Manuel Antin
- Dramma della gelosia – tutti i particolari in cronaca (Féltékenységi dráma)[4] – rendező: Ettore Scola
- El Ard (A föld) – rendező: Youssef Chahine
- Élise ou la vraie vie – rendező: Michel Drach
- Harry Munter (Harry Munter) – rendező: Kjell Grede
- Ha-Timhoni – rendező: Dan Wolman
- Hoa-Binh – rendező: Raoul Coutard
- I Tulipani di Haarlem – rendező: Franco Brusati
- Indagine su un cittadino al di sopra di ogni sospetto (Vizsgálat egy minden gyanú felett álló polgár ügyében) – rendező: Elio Petri
- Krajobraz po bitwie (Tájkép csata után) – rendező: Andrzej Wajda
- Le dernier saut – rendező: Édouard Luntz
- Leo the Last (Az utolsó Leó) – rendező: John Boorman
- Les choses de la vie (Az élet dolgai) – rendező: Claude Sautet
- Magasiskola – rendező: Gaál István
- Malatesta – rendező: Peter Lilienthal
- MASH (MASH)[1] – rendező: Robert Altman
- Metello – rendező: Mauro Bolognini
- O Palácio dos Anjos – rendező: Walter Hugo Khouri
- Ovoce stromů rajských jíme (A paradicsomi fák gyümölcseit esszük) – rendező: Věra Chytilová
- Tell Me That You Love Me, Junie Moon – rendező: Otto Preminger
- The Buttercup Chain – rendező: Robert Ellis Miller
- The Strawberry Statement (Eper és vér) – rendező: Stuart Hagmann
- Une si simple histoire – rendező: Abdellatif Ben Ammar
- Vivan los novios! – rendező: Luis García Berlanga

### Nagyjátékfilmek versenyen kívül
- Le bal du comte d’Orgel – rendező: Marc Allégret
- Le territoire des autres – rendező: Gérard Vienne, Jacqueline Lecompte, Michel Fano és François Bel
- Mictlan – La casa de los que ya no son – rendező: Raul Kamffer
- The Virgin and the Gypsy (A szűz és a cigány) – rendező: Christopher Miles
- They Shoot Horses, don’t they? (A lovakat lelövik, ugye?)[4] – rendező: Sydney Pollack
- Tristana (Tristana) – rendező: Luis Buñuel
- Voyage chez les vivants – rendező: Henry Brandt
- Woodstock (Woodstock) – rendező: Michael Wadleight

### Rövidfilmek versenye
- A Day with the Boys – rendező: Clu Gulager
- Comme larrons en foire – rendező: Edmond Freess
- El diablo sin dama – rendező: Eduardo Calcagno
- Et Salammbo? – rendező: Jean-Pierre Richard
- Gipsy Pentecost (The Feast of St. Sara) – rendező: Laurence Boulting
- Kaleidoscope – rendező: Jacques Ertaud
- L’Autre silence – rendező: Nestoras Matsas
- Light – rendező: Paul Cohen
- Smrtící vune – rendező: Václav Bedrich
- The Epitaph – rendező: Gurucharan Singh
- The Magic Machines – rendező: Bob Curtis
- Un temps pour la mémoire – rendező: George Pessis

## Párhuzamos rendezvények

### Kritikusok Hete
- Camarades – rendező: Marin Karmitz
- Eloge du chiak – rendező: Michel Brault
- Ice – rendező: Robert Kramer
- Kes (Kes)[4] – rendező: Ken Loach
- Les voitures d’eau – rendező: Pierre Perrault
- Misshandlingen – rendező: Lars Lennart Forsberg
- O cerco – rendező: Antonio Cunha Telles
- On voit bien que c’est pas toi – rendező: Christian Zarifian
- Remparts d’argile – rendező: Jean-Louis Bertucelli
- Soleil O – rendező: Med Hondo
- Vrane – rendező: Ljubisa Kosomara és Gordan Mihic
- Warm in the bud – rendező: Rudolph Caringi

### Rendezők Kéthete

#### Nagyjátékfilmek
- A Married Couple – rendező: Allan King
- A nous deux, France – rendező: Désiré Ecaré
- Arthur Penn : Themes, Variants, Images & Words – rendező: Robert Hughes
- Auch Zwerge haben klein angefangen (A törpék is kicsin kezdték) – rendező: Werner Herzog
- Bhuvan Shome – rendező: Mrinal Sen
- Caliche Sangriento – rendező: Helvio Soto
- Cowards – rendező: Simon Nuchtern
- Des Christs par milliers – rendező: Philippe Arthuys
- Détruisez-Vous – rendező: Serge Bard
- Giv gud en chance om søndagen – rendező: Henrik Stangerup
- Don Giovanni – rendező: Carmelo Bene
- Eikka Katappa – rendező: Werner Schroeter
- End Of The Road – rendező: Aram Avakian
- Entre Tu et Vous – rendező: Michel Brault és Gilles Groulx
- Fuori Campo – rendező: Peter Del Monte
- I cannibali (Kannibálok) – rendező: Liliana Cavani
- James ou pas – rendező: Michel Soutter
- Jänken – rendező: Lars Lennart Forsberg
- Jutrzenka – rendező: Jaime Camino
- L’araignée d’eau – rendező: Jean-Daniel Verhaeghe
- L’escadron Volapük – rendező: René Gilson
- L’Étrangleur – rendező: Paul Vecchiali
- La ödisea del General José – rendező: Jorge Fraga
- L'opium et le baton – rendező: Ahmed Rachedi
- La chambre blanche – rendező: Jean Pierre Lefebvre
- La hora de los niños – rendező: Arturo Ripstein
- Le révélateur – rendező: Philippe Garrel
- Lisice (Lisice) – rendező: Krsto Papić
- Macunaima – rendező: Joaquim Pedro de Andrade
- Matou a Familia e Foi ao Cinema – rendező: Júlio Bressane
- Molo – rendező: Wojciech Solarz
- Mon amie Pierrette – rendező: Jean Pierre Lefebvre
- Os Herdeiros – rendező: Carlos Diegues
- Othon – rendező: Jean-Marie Straub és Danièle Huillet
- Palaver – rendező: Emile Degelin
- Paradise Now – rendező: Sheldon Rochlin
- Film Portrait – rendező: Jerome Hill
- Putney Swope – rendező: Robert Downey
- Q-Bec My Love – rendező: Jean Pierre Lefebvre
- Reason Over Passion – rendező: Joyce Wieland
- Reconstituirea (A helyszíni szemle) – rendező: Lucian Pintilie
- Right On! – rendező: Herbert Danska
- Ruchome Piaski – rendező: Wladyslaw Slesicki
- School Play – rendező: Charles Rydell
- Som natt och dag – rendező: Jonas Cornell
- Struktura Krysztalu (Közjáték) – rendező: Krzysztof Zanussi
- Ternos Caçadores – rendező: Ruy Guerra
- Troupe d’élite, fleur de Marie – rendező: Oimel Mai
- Un film de Sylvina Boissonnas – rendező:  Sylvina Boissonnas
- Pulsación – rendező: Carlos Páez Vilaró és Gérard Lévy-Clerc
- L’urlo – rendező: Tinto Brass
- Valparaiso, mi amor – rendező: Aldo Francia
- Vent d’est (Keleti szél) – rendező: Jean-Luc Godard
- Wie Ich ein Neger wurde – rendező: Roland Gall

#### Rövidfilmek
- 16/67: 20. September – rendező: Kurt Kren
- Aaa – rendező: Dieter Meier
- Ai – rendező: Limura Takahiko
- All My Life – rendező: Bruce Baillie
- American Woman – rendező: Bruce Meintjies
- Back And Forth – rendező: Michael Snow
- Bartleby 1970 – rendező: Jean-Pierre Bastig
- Béjart – rendező: Atahualpa Lichy
- Berkeley – rendező: Patrick Reynolds
- Bliss – rendező: Gregory J. Markopoulos
- Cosinus Alpha – rendező: Kurt Kren
- Das Sonnenbad – rendező: Bernd Upnmoor
- David Perry – rendező: Albie Thoms
- Dimanche après-midi – rendező: Stéphane Kurc
- Disson. Zeitreih – rendező: Hans Peter Kochenrath
- Eros, O Basil. – rendező: Gregory J. Markopoulos
- Faces – rendező: John Moore és Limura Takahiko
- Der Fenstergucker (Kitekintő) – rendező: Kurt Kren
- Film Oder Macht – rendező: Vlado Kristl
- Georges Albert, Aventurier – rendező: Daniel Edinger
- In The Void – rendező: Ronald Bijlsma
- It’s So Peaceful – rendező: Fritz André Kracht
- La bergère en colère – rendező: Francis Warin
- La cazadora inconsciente – rendező: Rafael Ruiz Balerdi
- La question ordinaire – rendező: Claude Miller
- La tête froide – rendező: Patrick Hella
- Le labyrinthe – rendező: Piotr Kamler
- Le coo – rendező: Paul Dopff
- Le voyage de M. Guitton – rendező: Pascal Aubier
- Les trois cousins – rendező: René Vautier
- Manhá Cinzenta – rendező: Olney São Paulo
- Mauern – rendező:  Kurt Kren
- Messages, Messages – rendező: Steven Arnold
- One More Time – rendező: Daniel Pommereulle
- 5/64: Papa Und Mama (6/64: Mama és papa) – rendező: Kurt Kren
- Park Rape – rendező: Jon Beckjord
- Piece Mandala – rendező: Paul Sharits
- Play 4 + 5 – rendező: Klaus Schönherr
- Portrait D. Cor – rendező: Klaus Schönherr
- Portraits – rendező: Gregory J. Markopoulos
- S.W.B. – rendező: Gérard Pirès
- Scenes from Under Childhood Section – rendező: Stan Brakhage
- Selbst Verst – rendező: Selbst Verst
- Sodoma – rendező: Otto Mühl
- Some Won’t Go – rendező: Gil Toff
- Still Nacht – rendező: Hans Peter Kochenrath
- Stock Exchange Transplant – rendező: Douglas Collins
- T.O.U.C.H.I.N.G. – rendező: Paul Sharits
- Talla – rendező: Malcolm le Grice
- Tempo Di Violencia
- The Mechanical Man – rendező: Ronald Fritz
- Underground Explosion – rendező: Kurt Kren
- Vite – rendező: Daniel Pommereulle
- Work In Progress – rendező: W. Hein és G. Hein
- Zelenka – rendező: Robert Rosen

## Díjak

### Nagyjátékfilmek
- A Fesztivál Nemzetközi Nagydíja: MASH (MASH)[1] – rendező: Robert Altman
- A zsűri külön nagydíja: Indagine su un cittadino al di sopra di ogni sospetto (Vizsgálat egy minden gyanú felett álló polgár ügyében)[4] – rendező: Elio Petri
- Legjobb rendezés díja: John Boorman – Leo the Last
- Legjobb női alakítás díja: Ottavia Piccolo – Metello
- Legjobb férfi alakítás díja: Marcello Mastroianni – Dramma della gelosia – tutti i particolari in cronaca (Féltékenységi dráma)
- A zsűri díja:
  - Magasiskola – rendező: Gaál István
  - The Strawberry Statement (Eper és vér) – rendező: Stuart Hagmann
- Legjobb első film díja: Hoa-Binh – rendező: Raoul Coutard
- FIPRESCI-díj: Indagine su un cittadino al di sopra di ogni sospetto (Vizsgálat egy minden gyanú felett álló polgár ügyében) – rendező: Elio Petri
- Technikai nagydíj: Le territoire des autres – rendező: Gérard Vienne, Jacqueline Lecompte, Michel Fano és François Bel

### Rövidfilmek
- Rövidfilm díja: The Magic Machines – rendező: Bob Curtis
- Külön dicséret (rövidfilm): Et Salammbo? – rendező: Jean-Pierre Richard